# Migdal Afek
Migdal Afek (hebrejsky: מגדל אפק) je archeologická lokalita a národní park (Národní park Migdal Afek, גן לאומי מגדל אפק, Gan le'umi Migdal Afek, též Národní park Migdal Cedek, גן לאומי מגדל צדק, Gan le'umi Migdal Cedek) v Izraeli, v Centrálním distriktu.

## Geografie
Leží v nadmořské výšce přes 100 metrů na pahorcích na východním okraji pobřežní nížiny, které jižně od této lokality spadají do údolí vádí Nachal Šilo. Park se nachází cca 1 kilometr jižně od okraje města Roš ha-Ajin a cca 1,5 východně od vesnice Ejnat.

## Popis parku
Národní park uchovává zbytky pevnosti, která zde od starověku střežila strategický bod s výhledem na pobřežní nížinu. Zmiňuje ji Flavius Iosephus. Pevnost si tu zřídili rovněž křižáci. Nazvali ji Mirabel. Byla dobyta Saladinem roku 1187 a zničena. V novověku zde vznikla arabská vesnice Madždal Jaba. Za britského mandátu vznikly v okolí velké lomy na kámen, které tu fungují i v současnosti. Během války za nezávislost roku 1948 byla arabská vesnice vysídlena a lokalita byla předmětem bojů. Na přelomu května a června 1948 se o dobytí Migdal Afek pokusily jednotky Irgun, ale musely se se ztrátami stáhnout. Definitivně se do izraelského držení dostala lokalita v červenci 1948 během Operace Betek. Národní park tu byl vyhlášen roku 2005 a lokalita se dočkala rekonstrukce.